# K-Lite Codec Pack
K-Lite Codec Pack – darmowy zestaw kodeków przeznaczonych dla systemów operacyjnych Windows, wprowadzających obsługę szeregu formatów wideo i audio.
Paczka obejmuje m.in. filtry DirectShow, filtry LAV, kodeki VFW/ACM, narzędzia typu Codec Tweak Tool czy MediaInfo Lite. Do zestawu K-Lite Codec Pack dołączono także odtwarzacz Media Player Classic Home Cinema.
Zestaw kodeków jest dostępny w kilku wariantach, różniących się zawartością pakietu instalacyjnego. Paczka Basic zawiera najbardziej podstawowe kodeki do obsługi odtwarzania filmów, jest natomiast pozbawiona odtwarzacza multimedialnego. Wersja o nazwie Standard jest wyposażona w narzędzia Media Player Classic Home Cinema, MadVR i MediaInfo Lite, a warianty Full i Mega oferują dodatkowe składniki wspomagające m.in. tworzenie i edycję treści. Ponadto do dyspozycji użytkownika pozostawiono możliwość wybrania komponentów, które mają zostać zainstalowane na komputerze.